# Радужни (Владимирска област)
Радужни (на руски: Радужный) е град от типа ЗАТО във Владимирска област. От 1977 до 1991 г. е носил името Владимир-30. Населението на града към 1 януари 2018 година е 18 471 души.